# تو از ستاره‌ها اومدی
تو از ستاره‌ها اومدی (به کره‌ای: 별 에서 온 그대) یک سریال تلویزیونی کره جنوبی با ژانر فانتزی و عاشقانه است که از ۱۸ دسامبر، ۲۰۱۳ تا ۲۷ فوریه ۲۰۱۴ از شبکه اس‌بی‌اس پخش شد. این سریال در ۲۱ قسمت به کارگردانی جانگ تائه یو و به نویسندگی پارک جی اون تهیه شد. جون جی هیون، کیم سو هیون، پارک هه جین و یو این نا از جمله ستارگان این سریال بودند. داستان این سریال دربارهٔ یک بیگانه فرازمینی است که در سلسله چوسان روی زمین فرود آمد و ۴۰۰ سال بعد عاشق یک بازیگر برتر دوران مدرن می‌شود. این دومین همکاری کیم سو هیون و جون جی هیون با هم است این دو پیش از این در فیلم سارقان در ژانر سرقت با هم همکاری داشتند. تو از ستاره‌ها اومدی اولین سریال جون جی هیون بعد از ۱۴ سال دوری از پرده سینما بود.
این سریال در طول اکرانش در کره جنوبی علاوه بر اینکه بازدیدهای مثبتی داشت تمجید و تحسین‌های زیادی در سراسر آسیا دریافت کرد. جون جی هیون در مراسم اهدای جوایز هنری بکسانگ و جشنواره اهدای جوایز دراما اس‌بی‌اس همانند کیم سو هیون در جوایز درام کره موفق به کسب دسانگ (بالاترین جایزه) برای تلویزیون کره‌ای شدند.

## خلاصه داستان
دو مین جون (کیم سو هیون) یک موجود بیگانه است که در دوره سلسله چوسان از فضا به زمین آمده‌است و بخاطر نجات یک انسان از سفینه‌اش جا می‌ماند و برای ۴ قرن مجبور می‌شود در زمین منتظر بماند. بعد از گذشت ۴۰۰ سال که تنها سه ماه بیشتر به بازگشتش نمانده‌است او چان سونگ یی را ملاقات می‌کند و…

## بازیگران

### اصلی
- جون جی هیون در نقش چان سونگ یی[۴][۵]
  - کیم هیون سو در نقش جوانی چان سونگ یی
- کیم سو هیون در نقش دو مین جون[۶]
- پارک هه جین در نقش لی هی کیونگ[۷][۸]
- یو این نا در نقش یو سه می[۹]
  - کیم هه-یون در نقش جوانی یو سه می
- شین سونگ روک در نقش لی جه کیونگ (برادر بزرگتر هی کیونگ)[۱۰]
- آن جه هیون در نقش چان یون جه (برادر کوچکتر سونگ یی)[۱۱]
  - جئون جین سو در نقش جوانی چان یون جه

### سایر بازیگران
- کیم چانگ وان در نقش جانگ یونگ موک (وکیل مین جون)[۱۲]
- اوه سانگ جین در نقش یو سئوک (برادر بزرگتر سی می)[۱۳]
- کیم هی وون در نقش پارک بیونگ هی (کارآگاه)
- نا یونگ هی در نقش یانگ می یون (مادر سونگ یی)[۱۴]
- لی ایل هوا در نقش هان سانگ یون (مادر سه می)[۱۴]
- هونگ جین کیونگ در نقش بوک جا (دوست دبیرستانی سونگ یی)[۱۵]
- جو هی بونگ در نقش رئیس آن (مدیر عامل آژانس سونگ یی)[۱۴]
- کیم بو می در نقش مین آه (استایلیست سونگ یی)
- اوم هیو سوپ در نقش چان مین گو (پدر سونگ یی)
- لی جونگ گیل در نقش لی بوم جونگ (پدر هی کیونگ)
- چویی هیو ایون در نقش هیو نان
- لی یی کیونگ در نقش لی شین (منشی جه کیونگ)[۱۶][۱۷][۱۸][۱۹]

### بازیگران مهمان
- به سوزی در نقش گو هه می[۲۰][۲۱]
- یو این یونگ در نقش هان یورا (رقیب فریبنده سونگ یی)[۲۲]
- یو جون سانگ در نقش آقای یو[۲۳]
- سری در نقش خودش[۲۴]
- سابین در نقش خودش[۲۴]
- پارک جئونگ آه در نقش بازیگر نو سئو یونگ[۲۵]
- سون ایون سو در نقش هوانگ جینی[۲۶]
- یئون وو جین در نقش لی هان کیونگ[۲۷]
- ریو سونگ ریونگ در نقش هو گیون[۲۸]
- ساندارا پارک در نقش خودش[۲۹]

## تولید
- این سریال به کارگردانی جانگ تائه یو[۳۰] و به نویسندگی پارک جیون[۳۱] ساخته شده‌است. سریال تو از ستاره‌ها اومدی به تهیه کنندگی مون بو می و چوی مون سوک و زیر نظر اچ‌بی اینترتیمنت ساخته شده‌است.[۳۲] از آنجایی که شخصیت اصلی این سریال دارای ابرقدرت‌هایی مانند توانایی تلپورت و متوقف کردن زمان است باید جلوه‌های ویژه‌ای به کار گرفته می‌شد. کارکنان از ۶۰ دوربین ویژه و کوچک برای خلق اثر تأخیر گلوله استفاده کردند. دوربین گوپرو در ۱۸۰ درجه نصب شده و شخصیت‌های «متوقف شده» از زوایای مختلف فیلمبرداری شده‌اند. صحنه آخر مونتاژی از جزئیات مختلف کوچکتر است و سپس به صورت دیجیتالی بهبود یافته‌است. این اولین بار بود که از دوربین‌های اچ‌دی برای تولید یک سریال تلویزیونی در کره جنوبی استفاده می‌شد.[۳۳]
- در بین مکانهای فیلمبرداری دو ساختمان لوکس تازه ساخته شده، میدان و پارک دیزاین دونگ دمون (دی‌دی‌پی) و بوتیک موناکو وجود داشت.[۳۴] سازمان جهانگردی کره بعداً از ۱۰ ژوئن تا ۱۵ اوت ۲۰۱۴ نمایشگاهی سه بعدی را در سالن هنری دی‌دی‌پی برگزار کرد که یکی از مجموعه خانه‌های مورد استفاده بود که دارای اتاق‌های نمایش با عنوان «شروع»، «سرنوشت»، «متزلزل» و «هوس» مطابق با نقشه درام بود.[۳۵][۳۶]

## بازخورد

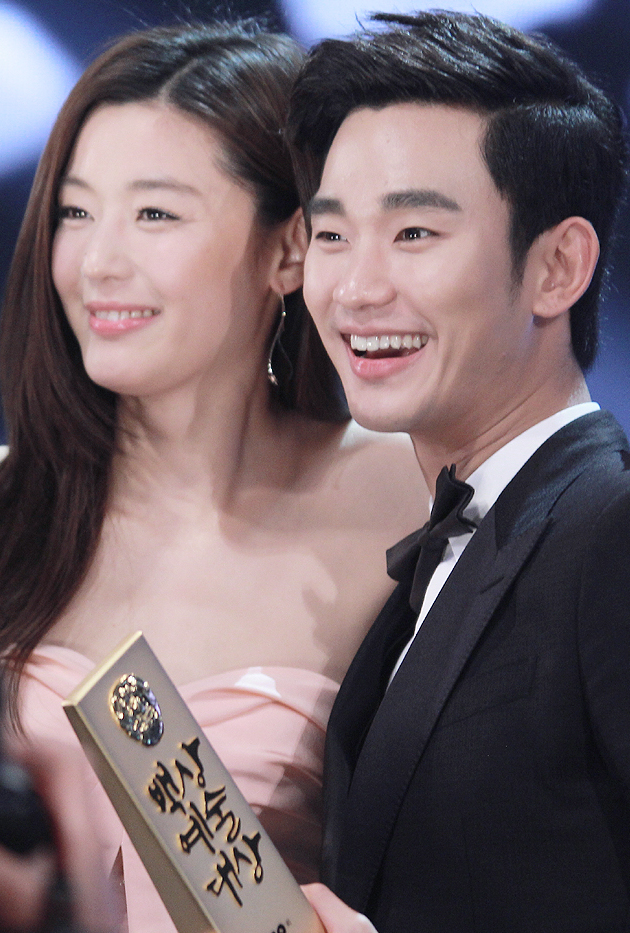
جون جی هیون و کیم سو هیون در پنجاهمین مراسم اهدای جوایز هنری بکسانگ عکس گرفتند.

- این سریال تأثیر زیادی روی مد کره گذاشت با پخش این سریال سفارشات محصولاتی از جمله لباس، لوازم جانبی و محصولات آرایشی استفاده شده توسط جون جی هیون با افزایش «بی‌سابقه» روبه‌رو شد.[۳۷]
- همچنین در نظرسنجی انجام شده توسط گالوپ کره در فوریه ۲۰۱۴ با ۱۱٫۵ درصد آرا به عنوان «محبوب‌ترین برنامه کره» قرار گرفت.[۳۸]
- رمان سفر باورنکردنی ادوارد تولان از کیت دی کامیلو پس از آنکه شخصیت اصلی مرد بارها و بارها از آن در طول سریال نقل می‌کند، به صدر لیست‌های پرفروش در کتابفروشی‌های بزرگ کره‌ای سوق داده شد.[۳۹]
- علاوه بر ریتینگ بالای این سریال در کره جنوبی، پخش آن در چین نیز موفقیت‌آمیز بود به طوری که تبدیل به گرانترین درام کره‌ای شد که هر قسمت آن با ۳۵۰۰۰ دلار فروخته می‌شد تا اینکه در سال ۲۰۱۶ رتینگ سریال کره‌ای نسل خورشید رکورد این سریال را شکست.[۴۰][۴۱]
- شهر چین همچنین به یکی از نمایش‌های پخش شده با بیشترین بازدید روی پلت فرم چینی آی‌کیوآی‌وای‌آی تبدیل شد جایی که از دسامبر، ۲۰۱۳ تا فوریه ۲۰۱۴ بیش از ۱۴٫۵ میلیارد بار پخش شد.[۴۲]
- این سریال شوق برای چیمک (مرغ و مکجو)، یک میان‌وعده محبوب کره‌ای مرغ و آبجو که میان‌وعده محبوب شخصیت اول زن بود. علی‌رغم کاهش مصرف مرغ در چین به دلیل ترس از آنفلوانزای مرغی (اچ۷ان۹)، رستوران‌های مرغ سرخ شده در شهرها پس از پخش سریال شاهد افزایش سفارش‌ها بودند.[۴۳]
- در همین حال، نونگشم سازنده رشته فرنگی فوری کره‌ای گفت در بیش از ۱۵ سال سابقه تجارت در چین فروش این محصول در ژانویه و فوریه ۲۰۱۴ (در حالی که این سریال پخش می‌شد) به رکورد بالایی رسید. این نیز به صحنه‌ای از درام نسبت داده شد که در آن، زوج سریال از یک کاسه رشته فرنگی در سفر لذت می‌بردند.[۴۴]

### واکنش منتقدانه
- این نمایش توسط منتقدین بسیار مثبت ارزیابی شد. در یک قطعه چاپی که توسط چاینا دیلی منتشر شده‌است، نویسنده شیائو لیکسین موفقیت خود را به «نوآوری‌های بزرگ در تولیدات تلویزیونی کره جنوبی از نظر مضامین و الگوهای روایی» نسبت داده‌است و ستایش این طرح را «منطقی و سریع» با هم در نظر گرفته‌است که با درگیری «خطوط پانچ هوس و عاشقانه» و آن «عکاسی با سرعت بالا و جلوه‌های ایجاد شده توسط رایانه» به «ایجاد تأثیر بصری بی نظیر» کمک کردند.[۴۵]
- نویسنده دیگری به نام یو ژانگ سریال تو از ستاره‌ها اومدی را شایسته مطالعه قرار داد و فکر کرد که این طرح «ساده اما دارای تنش ترکیب خوبی از صحنه‌های فضای باز و سرپوشیده است».[۴۳]
- کارگردان ورایتی شو، پانگ بو اظهار داشت که سازندگان این سریال حتی در کوتاهترین صحنه‌ها با جلوه‌های ویژه به جزئیات فنی توجه می‌کنند.[۴۳]
- در پی پیگیری سلبریت‌های چینی از جمله ژائو وی و گائو یوان یوان از سریال در سینا ویبو و انتشار پی‌درپی پست‌هایی در باب سریال محبوبیت آن را افزایش دادند.[۴۶]
- واشینگتن پست در مارس ۲۰۱۴ گزارش داد که نمایشی کره‌ای در کنگره ملی خلق چین به ویژه در کنفرانس مشورتی سیاسی خلق چین (سی‌پی‌پی‌سی‌سی) مورد بحث و گفتگو قرار گرفته بود جایی که بنا بر گزارش‌ها در صدر دستور کار نمایندگان صنعت فرهنگ و سرگرمی قرار گرفت.[۴۷][۴۸]

## ریتینگ
- در جدول زیر، اعداد آبی کمترین رتبه را دارند و اعداد قرمز بالاترین رتبه را نشان می‌دهد.

| قسمت     | تاریخ پخش اصلی  | میانگین سهم مخاطب | میانگین سهم مخاطب | میانگین سهم مخاطب | میانگین سهم مخاطب |
| قسمت     | تاریخ پخش اصلی  | AGB Nielsen       | AGB Nielsen       | TNmS              | TNmS              |
| قسمت     | تاریخ پخش اصلی  | سراسر کشور        | سئول              | سراسر کشور        | سئول              |
| -------- | --------------- | ----------------- | ----------------- | ----------------- | ----------------- |
| ۱        | ۱۸ دسامبر، ۲۰۱۳ | ۱۵٫۶٪             | ۱۷٫۰٪             | ۱۵٫۵٪             | ۱۹٫۱٪             |
| ۲        | ۱۹ دسامبر، ۲۰۱۳ | ۱۸٫۳٪             | ۲۰٫۵٪             | ۱۵٫۹٪             | ۱۸٫۵٪             |
| ۳        | ۲۵ دسامبر، ۲۰۱۳ | ۱۹٫۴٪             | ۲۱٫۰٪             | ۱۷٫۲٪             | ۲۰٫۴٪             |
| ۴        | ۲۶ دسامبر، ۲۰۱۳ | ۲۰٫۱٪             | ۲۲٫۱٪             | ۱۸٫۴٪             | ۲۰٫۸٪             |
| ۵        | ۱ ژانویه، ۲۰۱۴  | ۲۲٫۳٪             | ۲۵٫۳٪             | ۲۱٫۰٪             | ۲۴٫۸٪             |
| ۶        | ۲ ژانویه، ۲۰۱۴  | ۲۴٫۶٪             | ۲۷٫۸٪             | ۲۲٫۸٪             | ۲۸٫۲٪             |
| ۷        | ۸ ژانویه، ۲۰۱۴  | ۲۴٫۱٪             | ۲۶٫۶٪             | ۲۲٫۱٪             | ۲۷٫۰٪             |
| ۸        | ۹ ژانویه، ۲۰۱۴  | ۲۴٫۴٪             | ۲۷٫۴٪             | ۲۲٫۹٪             | ۲۹٫۱٪             |
| ۹        | ۱۵ ژانویه، ۲۰۱۴ | ۲۳٫۱٪             | ۲۵٫۴٪             | ۲۱٫۸٪             | ۲۶٫۲٪             |
| ۱۰       | ۱۶ ژانویه، ۲۰۱۴ | ۲۴٫۴٪             | ۲۷٫۱٪             | ۲۲٫۷٪             | ۲۸٫۳٪             |
| ۱۱       | ۲۲ ژانویه، ۲۰۱۴ | ۲۴٫۵٪             | ۲۶٫۸٪             | ۲۳٫۳٪             | ۲۸٫۱٪             |
| ۱۲       | ۲۳ ژانویه، ۲۰۱۴ | ۲۶٫۴٪             | ۲۸٫۲٪             | ۲۴٫۶٪             | ۲۹٫۰٪             |
| ۱۳       | ۲۹ ژانویه، ۲۰۱۴ | ۲۴٫۸٪             | ۲۶٫۱٪             | ۲۴٫۳٪             | ۲۷٫۵٪             |
| ۱۴       | ۵ فوریه، ۲۰۱۴   | ۲۵٫۷٪             | ۲۷٫۸٪             | ۲۵٫۱٪             | ۳۰٫۷٪             |
| ۱۵       | ۶ فوریه، ۲۰۱۴   | ۲۵٫۹٪             | ۲۷٫۷٪             | ۲۴٫۵٪             | ۲۸٫۷٪             |
| ۱۶       | ۱۲ فوریه، ۲۰۱۴  | ۲۵٫۷٪             | ۲۸٫۱٪             | ۲۳٫۳٪             | ۲۸٫۰٪             |
| ۱۷       | ۱۳ فوریه، ۲۰۱۴  | ۲۷٫۰٪             | ۲۹٫۵٪             | ۲۵٫۶٪             | ۲۹٫۸٪             |
| ۱۸       | ۱۹ فوریه، ۲۰۱۴  | ۲۷٫۴٪             | ۲۹٫۹٪             | ۲۵٫۹٪             | ۳۰٫۸٪             |
| ۱۹       | ۲۰ فوریه، ۲۰۱۴  | ۲۶٫۷٪             | ۲۹٫۱٪             | ۲۶٫۰٪             | ۲۹٫۹٪             |
| ۲۰       | ۲۶ فوریه، ۲۰۱۴  | ۲۶٫۰٪             | ۲۸٫۰٪             | ۲۴٫۵٪             | ۲۹٫۳٪             |
| ۲۱       | ۲۷ فوریه، ۲۰۱۴  | ۲۸٫۱٪             | ۲۹٫۶٪             | ۲۸٫۱٪             | ۳۳٫۲٪             |
| میانگین  | میانگین         | ۲۴٫۰٪             | ۲۶٫۲٪             | ۲۲٫۶٪             | ۲۷٫۰٪             |
| قسمت‌ویژه | ۷ فوریه، ۲۰۱۴   | ۱۰٫۰٪             | ۱۱٫۵٪             | ۸٫۲٪              | ۹٫۴٪              |

## جوایز و نامزدی‌ها
| سال  | مراسم                                        | عنوان جایزه                                | گیرنده                            | نتیجه    | منبع                        |
| ---- | -------------------------------------------- | ------------------------------------------ | --------------------------------- | -------- | --------------------------- |
| ۲۰۱۴ | پنجاهمین مراسم اهدای جوایز هنری بکسانگ       | جایزه دسانگ                                | جون جی هیون                       | برنده    | [ ۵۰ ] [ ۵۱ ] [ ۵۲ ]        |
| ۲۰۱۴ | پنجاهمین مراسم اهدای جوایز هنری بکسانگ       | جایزه بهترین درام                          | تو از ستاره‌ها اومدی               | نامزدشده | [ ۵۰ ] [ ۵۱ ] [ ۵۲ ]        |
| ۲۰۱۴ | پنجاهمین مراسم اهدای جوایز هنری بکسانگ       | جایزه بهترین کارگردان                      | جانگ ته یو                        | نامزدشده | [ ۵۰ ] [ ۵۱ ] [ ۵۲ ]        |
| ۲۰۱۴ | پنجاهمین مراسم اهدای جوایز هنری بکسانگ       | جایزه بهترین نویسنده                       | پارک جی اون                       | نامزدشده | [ ۵۰ ] [ ۵۱ ] [ ۵۲ ]        |
| ۲۰۱۴ | پنجاهمین مراسم اهدای جوایز هنری بکسانگ       | جایزه بهترین بازیگر مرد                    | کیم سو هیون                       | نامزدشده | [ ۵۰ ] [ ۵۱ ] [ ۵۲ ]        |
| ۲۰۱۴ | پنجاهمین مراسم اهدای جوایز هنری بکسانگ       | جایزه بهترین بازیگر زن                     | جون جی هیون                       | نامزدشده | [ ۵۰ ] [ ۵۱ ] [ ۵۲ ]        |
| ۲۰۱۴ | پنجاهمین مراسم اهدای جوایز هنری بکسانگ       | جایزه محبوب‌ترین بازیگر مرد                 | کیم سو هیون                       | برنده    | [ ۵۰ ] [ ۵۱ ] [ ۵۲ ]        |
| ۲۰۱۴ | پنجاهمین مراسم اهدای جوایز هنری بکسانگ       | جایزه محبوب‌ترین بازیگر زن                  | جون جی هیون                       | نامزدشده | [ ۵۰ ] [ ۵۱ ] [ ۵۲ ]        |
| ۲۰۱۴ | پنجاهمین مراسم اهدای جوایز هنری بکسانگ       | جایزه بهترین اواس‌تی                        | "My Destiny" از لین               | برنده    | [ ۵۰ ] [ ۵۱ ] [ ۵۲ ]        |
| ۲۰۱۴ | پنجاهمین مراسم اهدای جوایز هنری بکسانگ       | جایزه فشن این‌استایل                        | جون جی هیون                       | برنده    | [ ۵۰ ] [ ۵۱ ] [ ۵۲ ]        |
| ۲۰۱۴ | بیستمین جشنواره تلویزیونی شانگهای            | جایزه نقره سریال‌های خارجی                  | تو از ستاره‌ها اومدی               | برنده    | [ ۵۳ ]                      |
| ۲۰۱۴ | نهمین مراسم اهدای جوایز بین‌المللی دراما سئول | جایزه برترین دراما هالیو                   | تو از ستاره‌ها اومدی               | برنده    | [ ۵۴ ] [ ۵۵ ] [ ۵۶ ] [ ۵۷ ] |
| ۲۰۱۴ | نهمین مراسم اهدای جوایز بین‌المللی دراما سئول | جایزه بهترین اواس‌تی                        | "My Destiny" از لین               | برنده    | [ ۵۴ ] [ ۵۵ ] [ ۵۶ ] [ ۵۷ ] |
| ۲۰۱۴ | نهمین مراسم اهدای جوایز بین‌المللی دراما سئول | جایزه محبوب‌ترین بازیگر مرد به انتخاب مردم  | کیم سو هیون                       | برنده    | [ ۵۴ ] [ ۵۵ ] [ ۵۶ ] [ ۵۷ ] |
| ۲۰۱۴ | هفتمین جشنواره اعطای جوایز درام کره‌ای        | جایزه دسانگ                                | کیم سو هیون                       | برنده    | [ ۵۸ ]                      |
| ۲۰۱۴ | هفتمین جشنواره اعطای جوایز درام کره‌ای        | جایزه دسانگ                                | جون جی هیون                       | نامزدشده | [ ۵۸ ]                      |
| ۲۰۱۴ | هفتمین جشنواره اعطای جوایز درام کره‌ای        | جایزه بهترین دراما                         | تو از ستاره‌ها اومدی               | برنده    | [ ۵۸ ]                      |
| ۲۰۱۴ | هفتمین جشنواره اعطای جوایز درام کره‌ای        | جایزه بهترین کارگردان                      | جانگ ته یو                        | نامزدشده | [ ۵۸ ]                      |
| ۲۰۱۴ | هفتمین جشنواره اعطای جوایز درام کره‌ای        | جایزه بهترین نویسنده                       | پارک جی اون                       | نامزدشده | [ ۵۸ ]                      |
| ۲۰۱۴ | هفتمین جشنواره اعطای جوایز درام کره‌ای        | جایزه برتر بازیگر مرد                      | پارک هه جین                       | نامزدشده | [ ۵۸ ]                      |
| ۲۰۱۴ | هفتمین جشنواره اعطای جوایز درام کره‌ای        | جایزه بهترین بازیگر مرد تازه‌کار            | آن جه هیون                        | برنده    | [ ۵۸ ]                      |
| ۲۰۱۴ | هفتمین جشنواره اعطای جوایز درام کره‌ای        | جایزه بهترین بازیگر مرد تازه‌کار            | لی یی کیونگ                       | نامزدشده | [ ۵۸ ]                      |
| ۲۰۱۴ | هفتمین جشنواره اعطای جوایز درام کره‌ای        | جایزه بهترین اواس‌تی                        | "Hello / Goodbye" از هیولین       | نامزدشده | [ ۵۸ ]                      |
| ۲۰۱۴ | هفتمین جشنواره اعطای جوایز درام کره‌ای        | جایزه بهترین اواس‌تی                        | "My Destiny" از لین               | نامزدشده | [ ۵۸ ]                      |
| ۲۰۱۴ | هفتمین جشنواره اعطای جوایز درام کره‌ای        | جایزه ستاره هات هالیو                      | کیم سو هیون                       | برنده    | [ ۵۸ ]                      |
| ۲۰۱۴ | هفتمین جشنواره اعطای جوایز درام کره‌ای        | جایزه ستاره هات                            | شین سونگ روک                      | برنده    | [ ۵۸ ]                      |
| ۲۰۱۴ | هشتمین جشنواره بین‌المللی درام توکیو          | جایزه ویژه برای درام خارجی                 | تو از ستاره‌ها اومدی               | برنده    | [ ۵۹ ]                      |
| ۲۰۱۴ | ششمین جشنواره اهدای جوایز موسیقی ملون        | جایزه بهترین اواس‌تی                        | "My Destiny" از لین               | برنده    |                             |
| ۲۰۱۴ | سومین جشنواره اهدای جوایز ای‌پی‌ای‌ان استار     | جایزه برترین بازیگر نقش اول مرد درام کوتاه | کیم سو هیون                       | برنده    |                             |
| ۲۰۱۴ | سومین جشنواره اهدای جوایز ای‌پی‌ای‌ان استار     | جایزه برترین بازیگر نقش اول زن درام کوتاه  | جون جی هیون                       | نامزدشده |                             |
| ۲۰۱۴ | سومین جشنواره اهدای جوایز ای‌پی‌ای‌ان استار     | جایزه برتر بازیگر مرد درام کوتاه           | پارک هه جین                       | نامزدشده |                             |
| ۲۰۱۴ | سومین جشنواره اهدای جوایز ای‌پی‌ای‌ان استار     | جایزه بهترین بازیگر نقش مکمل مرد           | شین سونگ روک                      | نامزدشده |                             |
| ۲۰۱۴ | سومین جشنواره اهدای جوایز ای‌پی‌ای‌ان استار     | جایزه بهترین بازیگر نقش مکمل مرد           | کیم چانگ وان                      | نامزدشده |                             |
| ۲۰۱۴ | سومین جشنواره اهدای جوایز ای‌پی‌ای‌ان استار     | جایزه بهترین بازیگر مرد تازه‌کار            | آن جه هیون                        | نامزدشده |                             |
| ۲۰۱۴ | سومین جشنواره اهدای جوایز ای‌پی‌ای‌ان استار     | جایزه بهترین بازیگر زن جوان                | کیم هیون سو                       | برنده    |                             |
| ۲۰۱۴ | سومین جشنواره اهدای جوایز ای‌پی‌ای‌ان استار     | جایزه بهترین کارگردان                      | جانگ ته یو                        | برنده    |                             |
| ۲۰۱۴ | سومین جشنواره اهدای جوایز ای‌پی‌ای‌ان استار     | جایزه ستاره هالیو                          | کیم سو هیون                       | برنده    |                             |
| ۲۰۱۴ | سومین جشنواره اهدای جوایز ای‌پی‌ای‌ان استار     | جایزه ستاره هالیو                          | جون جی هیون                       | برنده    |                             |
| ۲۰۱۴ | شانزدهمین مراسم اهدای جوایز موسیقی شبکه آسیا | جایزه بهترین اواس‌تی                        | "My Destiny" از لین               | برنده    |                             |
| ۲۰۱۴ | شانزدهمین مراسم اهدای جوایز موسیقی شبکه آسیا | جایزه بهترین اواس‌تی                        | "Every Moment of You" از سی کیونگ | نامزدشده |                             |
| ۲۰۱۴ | جشنواره اهدای جوایز دراما اس‌بی‌اس             | جایزه دسانگ                                | جون جی هیون                       | برنده    | [ ۶۰ ] [ ۶۱ ]               |
| ۲۰۱۴ | جشنواره اهدای جوایز دراما اس‌بی‌اس             | جایزه برترین بازیگر نقش اول مرد            | کیم سو هیون                       | برنده    |                             |
| ۲۰۱۴ | جشنواره اهدای جوایز دراما اس‌بی‌اس             | جایزه برترین بازیگر نقش اول زن             | جون جی هیون                       | نامزدشده |                             |
| ۲۰۱۴ | جشنواره اهدای جوایز دراما اس‌بی‌اس             | جایزه برتر بازیگر مرد درام کوتاه           | شین سونگ روک                      | برنده    |                             |
| ۲۰۱۴ | جشنواره اهدای جوایز دراما اس‌بی‌اس             | جایزه برتر بازیگر مرد درام کوتاه           | پارک هه جین                       | نامزدشده |                             |
| ۲۰۱۴ | جشنواره اهدای جوایز دراما اس‌بی‌اس             | جایزه ویژه مرد در درام کوتاه               | کیم چانگ وان                      | برنده    |                             |
| ۲۰۱۴ | جشنواره اهدای جوایز دراما اس‌بی‌اس             | جایزه ویژه زن در درام کوتاه                | نا یونگ هی                        | نامزدشده |                             |
| ۲۰۱۴ | جشنواره اهدای جوایز دراما اس‌بی‌اس             | جایزه محبوبیت نتیزن                        | کیم سو هیون                       | برنده    |                             |
| ۲۰۱۴ | جشنواره اهدای جوایز دراما اس‌بی‌اس             | جایزه محبوبیت نتیزن                        | جون جی هیون                       | نامزدشده |                             |
| ۲۰۱۴ | جشنواره اهدای جوایز دراما اس‌بی‌اس             | جایزه محبوبیت نتیزن                        | پارک هه جین                       | نامزدشده |                             |
| ۲۰۱۴ | جشنواره اهدای جوایز دراما اس‌بی‌اس             | جایزه بهترین زوج                           | کیم سو هیون و جون جی هیون         | برنده    |                             |
| ۲۰۱۴ | جشنواره اهدای جوایز دراما اس‌بی‌اس             | جایزه تهیه‌کننده                            | جون جی هیون                       | برنده    |                             |
| ۲۰۱۴ | جشنواره اهدای جوایز دراما اس‌بی‌اس             | جایزه ۱۰ ستاره تاپ                         | جون جی هیون                       | برنده    |                             |
| ۲۰۱۴ | جشنواره اهدای جوایز دراما اس‌بی‌اس             | جایزه ۱۰ ستاره تاپ                         | کیم سو هیون                       | برنده    |                             |
| ۲۰۱۴ | جشنواره اهدای جوایز دراما اس‌بی‌اس             | جایزه ۱۰ ستاره تازه‌کار                     | آن جه هیون                        | برنده    |                             |
| ۲۰۱۵ | پانزدهمین مراسم اهدای جوایز آیدینگ           | بهترین بازیگر جهانی                        | کیم سو هیون                       | برنده    | [ ۶۲ ]                      |
| ۲۰۱۵ | بیست و چهارمین مراسم اهدای جوایز موسیقی سئول | جایزه بهترین اواس‌تی                        | "My Destiny" از لین               | برنده    |                             |

## اقتباس
در سال ۲۰۱۴، یک بازسازی آمریکایی در شرکت پخش رسانه‌ای آمریکا در دست تهیه بود که توسط الیزابت کرافت و سارا فاین نوشته شده و توسط اچ‌بی اینترتیمنت و اینترمدیا کوتنس در ارتباط با تلویزیون سونی پیکچرز تولید شده بود. تهیه‌کنندگان اجرایی کرافت و فاین، خالق سریال اصلی پارک جیون، مدیر عامل اچ‌بی اینترتیمنت مون بو می و سباستین لی و دیوید کیم از مطالب اینترمدیا خواهند بود.
بازسازی فیلیپین توسط شبکه جی‌ام‌ای پخش و تولید شد. جنیلین مرکادو، یکی از بانوان برجسته فیلیپین، برای به تصویر کشیدن شخصیت جون جی هیون، در نقش استفی چان (چان سونگ یی) انتخاب شد. در ۹ دسامبر ۲۰۱۶، گیل کوئروا، مدل فیلیپینی-اسپانیایی و اولین بازیگر نقش اول مرد، جایگزین آلدن ریچاردز از آلدوب شد که در ابتدا اعلام شد به عنوان بازیگر نقش اصلی مرد بازی می‌کند اما بعداً مشخص شد نقش پروژه را رد کرد. این سریال تحت مدیریت بی‌بی جویس برنال بود و در ۲۹ مه ۲۰۱۷ منتشر شد.
بازسازی تایلندی توسط کانال ۳ با بازی نادک کوگیمیا و پیرانی کنگتایی بین ۱۷ سپتامبر تا ۱۱ نوامبر ۲۰۱۹ و با رتبه‌بندی پایین پخش شد.
به دلیل محبوبیت در سرزمین اصلی چین، این مجموعه توسط یک شرکت تولیدکننده چینی منگ جیانگ وی در یک فیلم طولانی دو ساعته ویرایش شد و در تابستان ۲۰۱۴ در سینماها اکران شد.

## جنجال
نویسنده کانگ کیونگ اوک در بیانیه‌ای که در ۲۰ دسامبر ۲۰۱۳ در وبلاگ خود منتشر کرد، ادعا کرد که مفهوم سریال از کتاب کمیک سول‌هی ۲۰۰۸ دزدی ادبی شده‌است و ادعا کرد که زمینه، تنظیمات، مشاغل و روابط شخصیت‌ها مشابه است. سخنگوی شرکت تولید اچ‌بی انترتیمنت، اتهام سرقت ادبی را رد کرد و آن را «مزخرف» خواند، زیرا قهرمان اصلی داستان کانگ انسان است، موجودی بیگانه نیست و نویسنده پارک، هرگز «سول‌هی» را نخوانده و نشنیده‌است. یک نماینده از اس‌بی‌اس به خبرگزاری‌ها گفت که شبکه موضوع را بررسی خواهد کرد. در ۲۰ مه ۲۰۱۴، کانگ شکایت خود را در دادگاه علیه پارک جی اون و اچ‌بی انترتیمنت داد و ۶۰۰ میلیون پوند خسارت خواست. اچ‌بی انترتیمنت در پاسخ گفت که آماده است به شدت با شواهد و شاهدان خود مقابله کند و اتهامات دزدی ادبی را مترادف با حکم اعدام برای سازندگان دانست که باید ریشه کن شود. کانگ ۳ ژوئیه ۲۰۱۴ پس از توافق خارج از دادگاه دادخواست خود را پس گرفت.
شبکه تلویزیونی اندونزیایی آرسی‌تی‌آی در سال ۲۰۱۴ یک مجموعه تلویزیونی با عنوان "Kau Yang Berasal Dari Bintang" پخش کرد که ابتدا تصور می‌شد یک بازسازی مجاز از تو از ستاره‌ها اومدی است اما پس از آن مشخص شد که یک نسخه دزدی ادبی است، مجموعه اندونزی دقیقاً همان تنظیم و سیر داستانی درام کره‌ای را دارد. در گزارش مصاحبه با رسانه تلویزیونی کره، نماینده‌ای از اس‌بی‌اس کوتنس هوب گفت: "این درام بدون کسب حقوق قانونی منتشر شده‌است. شما می‌توانید آن را به عنوان دزدی ادبی تلقی کنید. در حالی که ما در حال بحث در مورد فروش قانونی انتشار این مجموعه با یک شرکت اندونزیایی دیگر بودیم، این نمایش منتشر شد. ما در می‌یابیم که باید چه اقدامی انجام دهیم.